# 王立天文学会ゴールドメダル

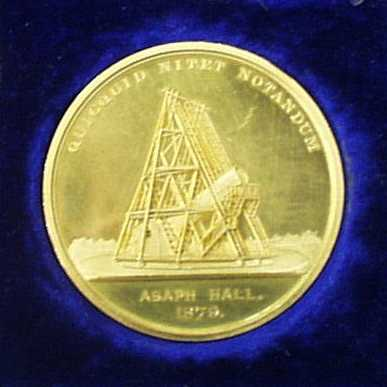
1879年アサフ・ホールに贈られたゴールドメダル

王立天文学会ゴールドメダル（Gold Medal of the Royal Astronomical Society）は、イギリスの王立天文学会の賞である。
1964年からは原則的に毎年2つのメダルが贈与され、天文学の分野の功績、地球物理学の分野の功績に対して贈られている。

## 受賞者一覧
- 1824年： チャールズ・バベッジ、ヨハン・フランツ・エンケ
- 1826年： ジョン・ハーシェル、 ジェームズ・サウス、フリードリッヒ・フォン・シュトルーベ
- 1827年： フランシス・ベイリー
- 1828年： トーマス・ブリスベーン、ジェームズ・ダンロップ、カロライン・ハーシェル
- 1829年： ウィイリアム・ピアソン（英語版）、フリードリヒ・ヴィルヘルム・ベッセル、ハインリッヒ・シューマッハ
- 1830年： ウィリアム・リチャードソン（英語版）、ヨハン・フランツ・エンケ（2回目）
- 1831年： ヘンリー・ケーター、マリー・シャルル・ダモアゾウ
- 1833年： ジョージ・エアリー
- 1835年： マニュエル・ジョンソン
- 1836年： ジョン・ハーシェル（2回目）
- 1837年： オットー・ローゼンベルガー
- 1839年： ジョン・ロッテスリー
- 1840年： ジョヴァンニ・プラーナ
- 1841年： フリードリヒ・ヴィルヘルム・ベッセル（2回目）
- 1842年： ペーター・ハンゼン
- 1843年： フランシス・ベイリー
- 1845年： ウィリアム・ヘンリー・スミス
- 1846年： ジョージ・エアリー（2回目）
- 1849年： ウィリアム・ラッセル
- 1850年： オットー・ウィルヘルム・シュトルーベ（英語版）
- 1851年： アンニーバレ・デ・ガスパリス
- 1852年： クリスチャン・A・F・ペーテルス
- 1853年： ジョン・ハインド
- 1854年： カール・ルムカー（ドイツ語版）
- 1855年： ウィリアム・ドーズ
- 1856年： Robert Grant
- 1857年： ハインリッヒ・シュワーベ
- 1858年： ロバート・グラント（英語版）
- 1859年： リチャード・キャリントン
- 1860年： ペーター・ハンゼン（2回目）
- 1861年： ヘルマン・ゴルトシュミット
- 1862年： ウォーレン・デラルー
- 1863年： フリードリヒ・ヴィルヘルム・アルゲランダー
- 1865年： ジョージ・フィリップス・ボンド
- 1866年： ジョン・クーチ・アダムズ
- 1867年： ウィリアム・ハギンズ、ウィリアム・アレン・ミラー
- 1868年： ユルバン・ルヴェリエ
- 1869年： エドワード・ジェームズ・ストーン
- 1870年： シャルル＝ユージェヌ・ドロネー
- 1872年： ジョヴァンニ・スキアパレッリ
- 1874年： サイモン・ニューカム
- 1875年： ハインリヒ・ダレスト
- 1876年： ユルバン・ルヴェリエ（2回目）
- 1878年： エルコレ・デンボウスキー
- 1879年： アサフ・ホール
- 1881年： アクセル・モーレル
- 1882年： デービッド・ギル
- 1883年： ベンジャミン・グールド
- 1884年： アンドリュー・コンモン
- 1885年： ウィリアム・ハギンズ（2回目）
- 1886年： エドワード・ピッカリング、チャールズ・プリチャード
- 1887年： ジョージ・ウィリアム・ヒル
- 1888年： アルトゥル・アウヴェルス
- 1889年： モーリス・ローイ
- 1892年： ジョージ・ハワード・ダーウィン
- 1893年： ヘルマン・カール・フォーゲル
- 1894年： シャーバーン・バーナム
- 1895年： アイザック・ロバーツ（英語版）
- 1896年： セス・チャンドラー
- 1897年： エドワード・エマーソン・バーナード
- 1898年： ウィリアム・デニング
- 1899年： フランク・マクリーン
- 1900年： アンリ・ポアンカレ
- 1901年： エドワード・ピッカリング（2回目）
- 1902年： ヤコブス・カプタイン
- 1903年： ヘルマン・シュトルーベ
- 1904年： ジョージ・ヘール
- 1905年： ルイス・ボス
- 1906年： ウィリアム・ウォレス・キャンベル
- 1907年： アーネスト・ウィリアム・ブラウン
- 1908年： デービッド・ギル（2回目）
- 1909年： オスカル・バックルンド
- 1910年： フリードリッヒ・キュストナー
- 1911年： フィリップ・コーウェル
- 1912年： アーサー・ヒンクス
- 1913年： アンリ・デランドル
- 1914年： マックス・ヴォルフ
- 1915年： アルフレッド・ファウラー
- 1916年： ジョン・ドレイヤー
- 1917年： ウォルター・シドニー・アダムズ
- 1918年： ジョン・エヴァシェッド
- 1919年： ギヨーム・ビゴルダン
- 1921年： ヘンリー・ノリス・ラッセル
- 1922年： ジェームズ・ジーンズ
- 1923年： アルバート・マイケルソン
- 1924年： アーサー・エディントン
- 1925年： フランク・ダイソン
- 1926年： アルベルト・アインシュタイン
- 1927年： フランク・シュレシンジャー
- 1928年： ラルフ・サムプソン
- 1929年： アイナー・ヘルツシュプルング
- 1930年： ジョン・プラスケット
- 1931年： ウィレム・ド・ジッター
- 1932年： ロバート・グラント・エイトケン
- 1933年： ヴェスト・スライファー
- 1934年： ハーロー・シャプレー
- 1935年： E・アーサー・ミルン
- 1936年： 木村栄
- 1937年： ハロルド・ジェフリーズ
- 1938年： ウィリアム・ハモンド・ライト
- 1939年： ベルナール・リヨ
- 1940年： エドウィン・ハッブル
- 1943年： ハロルド・スペンサー＝ジョーンズ
- 1944年： オットー・シュトルーベ
- 1945年： ベングト・エドレン
- 1946年： ヤン・オールト
- 1947年： マルセル・ミンナルト
- 1948年： ベルティル・リンドブラッド
- 1949年： シドニー・チャップマン
- 1950年： ジョエル・ステビンス
- 1951年： アントン・パンネクーク
- 1952年： ジョン・ジャクソン（英語版）
- 1953年： スブラマニアン・チャンドラセカール
- 1954年： ウォルター・バーデ
- 1955年： ディルク・ブラウワー
- 1956年： トーマス・カウリング
- 1957年： アルブレヒト・ウンゼルト
- 1958年： アンドレ・ダンジョン
- 1959年： レイモンド・リットルトン
- 1960年： ヴィクトル・アンバルツミャン
- 1961年： ヘルマン・ザンストラ
- 1962年： ベンクト・ストレームグレン
- 1963年： ハリー・ヘムリー・プラスケット
- 1964年： マーティン・ライル、モーリス・ユーイング
- 1965年： エドワード・ブラード、ジェラルド・クレメンス
- 1966年： アイラ・ボーエン、ハロルド・ユーリー
- 1967年： ハンス・アルヴェーン、アラン・サンデージ
- 1968年： フレッド・ホイル、ウォルター・ムンク
- 1969年： アルバートトーマス・プライス（英語版）、マーチン・シュヴァルツシルト
- 1970年： ホーレス・バブコック
- 1971年： フランク・プレス、リチャード・ウーリー
- 1972年： ヘンリー・サーラウェイ（英語版）、フリッツ・ツビッキー
- 1973年： フランシス・バーチ、エドウィン・サルピーター
- 1974年： ルードヴィッヒ・ビーアマン、K. E. Bullen
- 1975年： ジェシー・グリーンスタイン、エルンスト・エピック
- 1976年： ウィリアム・マクリー、ジョン・ラトクリフ（英語版）
- 1977年： デイヴィド・ベイツ（英語版）、ジョン・ボルトン
- 1978年： ライマン・スピッツァー、ジェームズ・ヴァン・アレン
- 1979年： レオン・ノポフ、チャールズ・ウィンネ（英語版）
- 1980年： C. L. Pekeris, マーテン・シュミット
- 1981年： J. F. Gilbert, アルフレッド・ラヴェル
- 1982年： リカルド・ジャコーニ、Harrie Massey
- 1983年： M. J. Seaton、フレッド・ウィップル
- 1984年： S. K. Runcorn、ヤーコフ・ゼルドビッチ
- 1985年： トーマス・ゴールド、スティーヴン・ホーキング
- 1986年： G. E. Backus、A. Dalgarno
- 1987年： 永田武、マーティン・リース
- 1988年： D. L. Anderson, コルネリス・デ・ヤヘル
- 1989年： R. Hide, K. A. Pounds
- 1990年： J. W. Dungey, バーナード・パーゲル
- 1991年： ヴィタリー・ギンツブルク、ジェラルド・ワッサーバーグ
- 1992年： D. P. McKenzie、ユージン・ニューマン・パーカー
- 1993年： ピーター・ゴールドレイク、ドナルド・リンデンベル
- 1994年： ジェームズ・E・ガン、T. R. Kaiser
- 1995年： J. Houghton、ラシード・スニャーエフ
- 1996年： K. Creer、ヴェラ・ルービン
- 1997年： D. Farley、ドナルド・オスターブロック
- 1998年： ジェームズ・ピーブルス
- 1999年： K. Budden、ボフダン・パチンスキ
- 2000年： L. Lucy、R. Hutchinson
- 2001年： ヘルマン・ボンディ、H. Rishbeth
- 2002年： Leon Mestel、J. A. Jacobs
- 2003年： ジョン・バーコール、D. Gubbins
- 2004年： エレミア・オストライカー、Grenville Turner
- 2005年： マーガレット・バービッジ、ジェフリー・バービッジ、Carole Jordan
- 2006年： サイモン・ホワイト、S. W. H. Cowley
- 2007年： J. L. Culhane、Nigel O. Weiss
- 2008年： Joseph Silk、B. Kennett
- 2009年： David A. Williams、Eric Priest
- 2010年： Douglas Gough、John Woodhouse
- 2011年： Richard Ellis、Eberhard Gruen
- 2012年： Andy Fabian、John Brown
- 2013年： Roger Blandford、Chris Chapman
- 2014年： Carlos Frenk、John Zarnecki
- 2015年： ミシェル・マイヨール、Mike Lockwood
- 2016年： ジョン・D・バロウ、Philip England
- 2017年： Nick Kaiser、Michele Dougherty
- 2018年： James Hough、Robert White
- 2019年： Margaret Kivelson、Robert Kennicutt
- 2020年： サンドラ・フェイバー、Yvonne Elsworth
- 2021年： ジョスリン・ベル・バーネル、Thorne Lay
- 2022年： George P. Efstathiou、Richard B. Horne
- 2023年： John A. Peacock、Tim Palmer
- 2024年： Gilles Chabrier、John-Michael Kendall
- 2025年： James Binney, Jonathan Tennyson